# كأس النرويج 2012
كأس النرويج 2012 (بالنرويجية: Norgesmesterskapet i fotball for menn 2012)‏ هو موسم من كأس النرويج. فاز فيه IL Hødd ‏.